# Nehemetawai

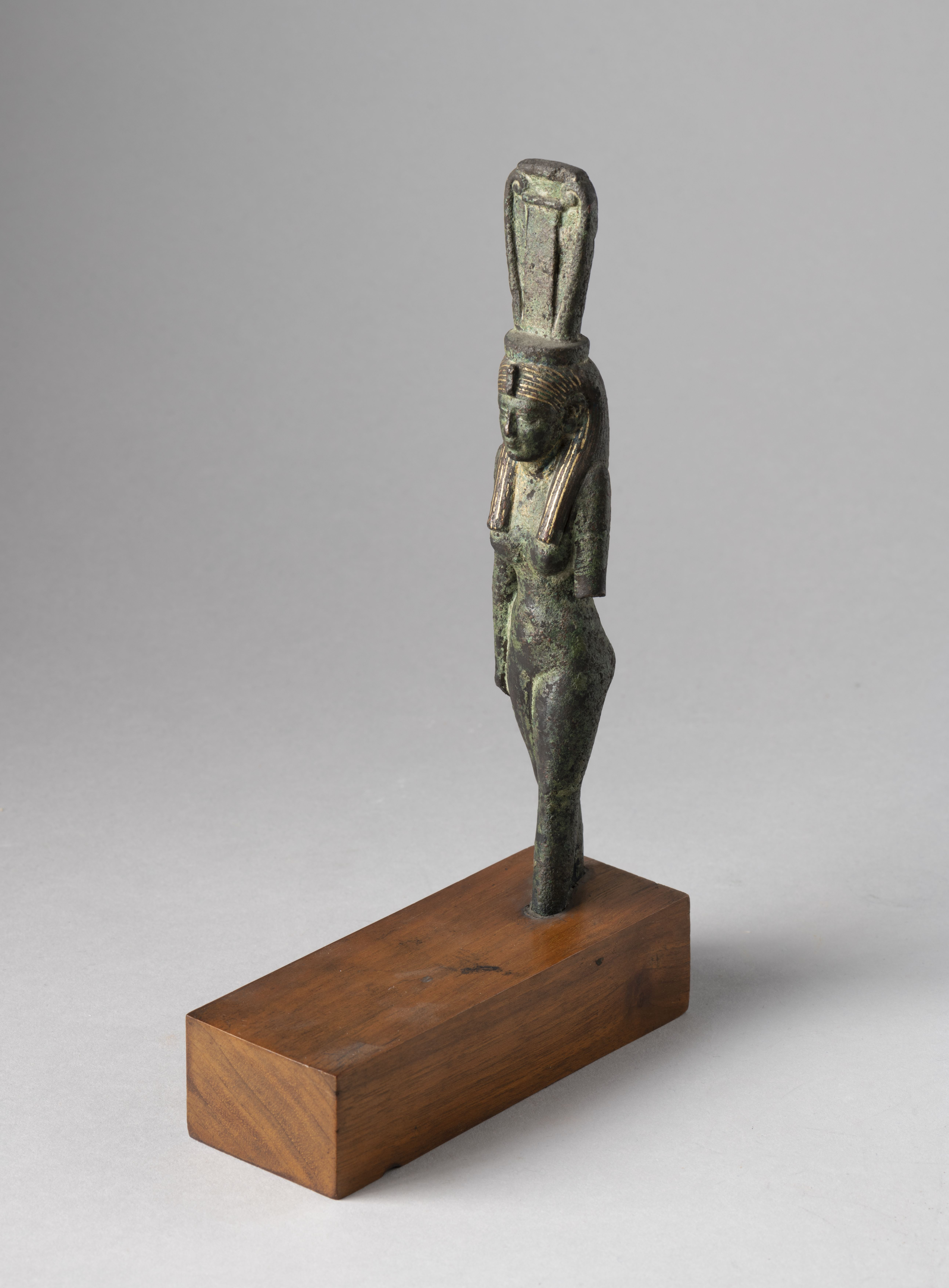
Nehemtawi, Statuette aus Bronze

Nehemetawai ist eine altägyptische Gottheit der ägyptischen Mythologie. Sie ist „Herrin der Stadt“ und „Herrscherin auf der Flammeninsel“. Die Göttin erlangte erst in der Spätzeit größere Bedeutung. Ihrem Namen zufolge, der in der Übersetzung „die sich des Beraubten annimmt“ bedeutet, war Nehemetawai die „Schützerin des Rechtes“ und stand für Gerechtigkeit. In späterer Zeit wurde sie als Göttin des Gesanges und der Musik angesehen. Es besteht eine enge Verbindung zu Hathor.
Nehemetawai wurde als Frau dargestellt, deren Kopfschmuck Sonnenscheibe und Kuhhörner sein konnten, aber auch ein kapellenförmiges Sistrum. Eine andere Variante ist die Darstellung mit einer Uräusschlange anstelle eines menschlichen Kopfes oder zwei entgegengesetzten Gesichtern. Abbildungen der Göttin fanden sich an ihrem Hauptkultort Hermopolis Magna (altägyptisch Chemenu – „Stadt der Acht“), in Hibis sowie im Chons-Tempel in Karnak.
Zur Zeit des Neuen Reiches (18. Dynastie) war Nehemetawai in Hermopolis Magna eng mit dem Sonnengott Schepsi verbunden und Thot galt als der Sohn der beiden.